# Alectroenas pulcherrimus
Il piccione blu delle Seychelles, anche colomba verrucosa o colomba azzurra delle Seychelles  (Alectroenas pulcherrimus o  Alectroenas pulcherrima (Scopoli, 1786)) è un uccello della famiglia dei Columbidi, endemico delle isole Seychelles.